# Аркас (село)
Арка́с (авар. ГьаркӀас) — село в Буйнакском районе Дагестана.
Образует сельское поселение село Аркас как единственный населённый пункт в его составе.

## Географическое положение
Расположено в 19 км к югу от районного центра города Буйнакск.
Село граничит с Унцукульским районом Дагестана

## История
Село существовало ещё, до вторжения Тамерлана, тогда население преимущественно исповедовало Монофизитство.
В 1860 году царская администрация переселяет на местечко Аркас гунибцев (аварцев), которые и живут здесь по сей день.

## Население
| 1888 | 1895 | 1926 | 1939 | 1970 | 1989 | 2002 |
| ---- | ---- | ---- | ---- | ---- | ---- | ---- |
| 138  | ↗146 | ↗268 | ↗280 | ↗318 | ↗332 | ↘283 |
| 2010 | 2012 | 2013 | 2014 | 2015 | 2016 | 2017 |
| ↗319 | ↘317 | ↗366 | ↗375 | ↗387 | ↘385 | ↘384 |
| 2018 | 2019 | 2020 | 2021 | 2023 | 2024 | 2025 |
| ↗388 | ↘385 | ↗387 | ↘368 | ↗377 | ↗383 | ↘381 |

По данным Всероссийской переписи населения 2010 года 98 % населения села составляли аварцы.

## Известные люди
- Шейх Асилдар Аркасский — религиозный деятель, распространитель ислама в Дагестане.
- Магомедов Шарабутдин Магомедович—российский боец смешанных единоборств.